# Kabuki (Musiker)
Kabuki (eigentlich Jan Hennig) ist ein deutscher Drum-and-Bass-DJ und -Musiker sowie Labelbetreiber aus Frankfurt am Main.

## Leben
In seiner Jugend spielte Hennig zunächst Gitarre und absolvierte eine klassische Musikausbildung. Bevor er sich der elektronischen Musik zuwandte, arbeitete er als Musiklehrer. Sein Alias Kabuki (japanisch für ‚Gesang und Tanz‘) benannte er nach dem gleichnamigen japanischen Theater. Zusammen mit dem Frankfurter Produzenten Mainframe (Frank Marheineke) zeichnet er verantwortlich für Projekte wie Makai und Megashira. Das von ihnen im Jahr 1996 gegründete Label Precision Breakbeat Research gilt als eines der ersten deutschen Drum-and-Bass-Labels. Bereits im Jahr 2000 folgte die erste internationale Veröffentlichung auf dem von 4hero gegründeten Label Reinforced Records.
Zu Kabukis bekanntesten Werken zählt das als Makai (Mainframe und Kabuki) veröffentlichte Stück Beneath the Mask, das durch prägnante Samples aus dem vom Japaner Kenji Kawai geschriebenen Soundtrack zum Anime-Film Ghost in the Shell über einen für Drum-and-Bass-Stücke ungewöhnlich hohen Wiedererkennungswert verfügte. Das Megashira-Projekt stellt weiterhin einen der ersten Versuche dar, Drum and Bass live zu produzieren. Alle Instrumente für die Stücke werden von Studiomusikern eingespielt, die Kabuki und Mainframe auch bei ihren Live-Auftritten begleiten.
Gemeinsam mit dem Frankfurter Hip-Hop-Produzenten Roey Marquis II. begründete Kabuki 1998 das Projekt MK2, das eine der ersten Kooperationen zwischen Drum-and-Bass- und Hip-Hop-Künstlern darstellte.
Er veröffentlicht weiterhin in Kooperation mit anderen Musikern unter den Projektnamen Einzelgänger, Ono Sendai und Powaflex. Kabuki verbringt einen Großteil seiner Zeit in Japan, wo er unter anderem Soundtracks für Playstation-Spiele produziert.

## Diskografie (Auswahl)

### Alben
- 1997: In the Know (DJ Mix, INFRACom!)
- 2002: Philipp Maiburg & Kabuki – Basic German Grammar (DJ Mix, Knowledge Magazine)
- 2004: Signal to Noise (Combination Records)
- 2010: Warrior Soul (V Records)
- 2022: No Maps for These Territories (Block Opera)

### Singles und EPs
- 1999: Test Run Bomber / Centipede (Southern Sessions)
- 1999: Astronaut / Total Eclipse  (Precision Breakbeat Research)
- 2000: Kabuki vs. Savine – Invader / Clink Street (Reinforced Records)
- 2000: Kabuki & Savine – Intastate (Skunkrock Productions)
- 2000: Neutrik / Kabuki – Full.Contact / Vendetta (Hard:Edged)
- 2001: Tempest (Head To Toe Records)
- 2002: Sex Drive (Dialog Recordings)
- 2002: Straylight / Ketamin (Precision Breakbeat Research)
- 2003: After the Fire (Best Seven)
- 2003: Speed of Sound (Precision Breakbeat Research)
- 2004: Berzerk / Pacemaker (Nerve Recordings)
- 2004: Kabuki / Christopher Just – Always Wuzy (Combination Records)
- 2004: Lovelines / In the Mood (Hard:Edged)
- 2005: Kabuki / ArQer & Realtime – Lovelines / Warehouse Daze (Hard:Edged)
- 2006: Kabuki + X-Plorer & Dee'Pulse – Speed of Sound / KXD (Precision Breakbeat Research)
- 2006: Beyond Words / Trailblazer (Liquid V)
- 2007: Kabuki feat. Jenna G – Rock This Style / Touch & Go (One of a Kind) (Liquid V)
- 2007: Fever Pitch (Combination Records)